# 北投觀音禪院
北投觀音禪院位於台灣台北市崇仰一路，為主祀觀世音菩薩之佛教廟宇。該建物興建於1963年，今為位於台北北投區之仿古廟宇建築。另外，該廟宇的組織型態為管理人制，祭典日期則是每年農曆之二月十九。